# The Revenge of the Village Idiots
The Revenge of the Village Idiots – drugi studyjny album zespołu The Dead Pets wydany własnym sumptem w 2003 roku (Village Idiot Record). Reedycja w 2006, wydawca 10 past 10 Records.

## Lista utworów
1. Problem Child
2. If It Sells It Sells
3. Setback
4. Mother's Ruin
5. Never Never
6. Dreams for a Crook
7. Headbanging
8. Revenge of the Village Idiots
9. We're Coming Back (cover Cock Sparrer)